# Ventana de campeones
La Ventana de Campeones, conocida informalmente como Aleta del tiburón, es un monumento público ubicado en Barranquilla, Colombia. Fue donado por la empresa Tecnoglass como homenaje al equipo de fútbol Junior de Barranquilla.
La estructura tiene 33 metros de altura, más de 1.400 metros cuadrados de vidrio reflectivo y pesa más de 300 toneladas.

## Historia
Su construcción surgió del homenaje que el empresario Christian Daes, a través de su empresa Tecnoglass, hizo al técnico del Junior de Barranquilla Julio Comesaña al alcanzar el bicampeonato en el torneo colombiano de 2019.
La construcción empezó a principios de 2020, pero su inauguración se retrasó varios meses a causa de las medidas sanitarias debidas a la Pandemia de COVID-19 en Colombia. La estructura se encuentra en una rotonda de la Avenida del Río, cerca del puente batiente, en el remate sur del Gran Malecón.
El 13 de octubre de 2021, a las 8:00 p.m. se inauguró el monumento, previo al Partido de clasificación al mundial de Catar 2022 contra Ecudor. Al evento asistieron más de 150 exjugadores del Junior, tales como Carlos Valderrama, Iván René Valenciano, Juan Ramón Verón, Sebastián Viera, Esteban Pogany, Carlos Goyén, Juan Carlos Delménico, Miguel Ángel Converti, Martín Arzuaga, Víctor Pacheco entre otros invitados.
Complementan el conjunto las huellas en cemento de los principales jugadores históricos del Junior y los bustos del director técnico Julio Comesaña; de la fundadora del equipo, Micaela del Valle; del propietario y maximo accionista del equipo, Fuad Char y del locutor Édgar Perea.
El 14 de diciembre de 2023, el monumento tuvo su primera celebración cuando el Junior ganó su décima estrella.

## Galería

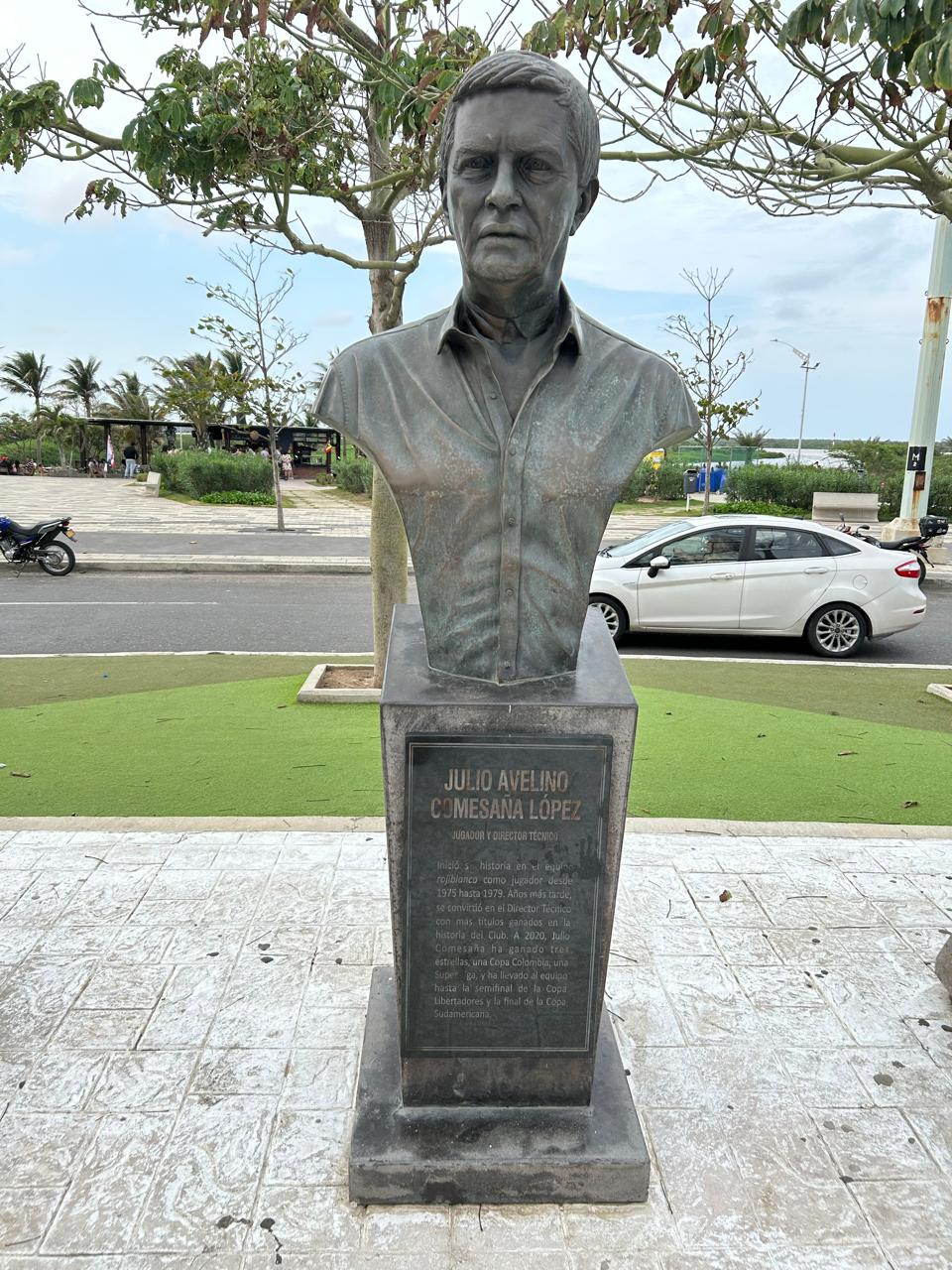
Busto de Julio Comesaña
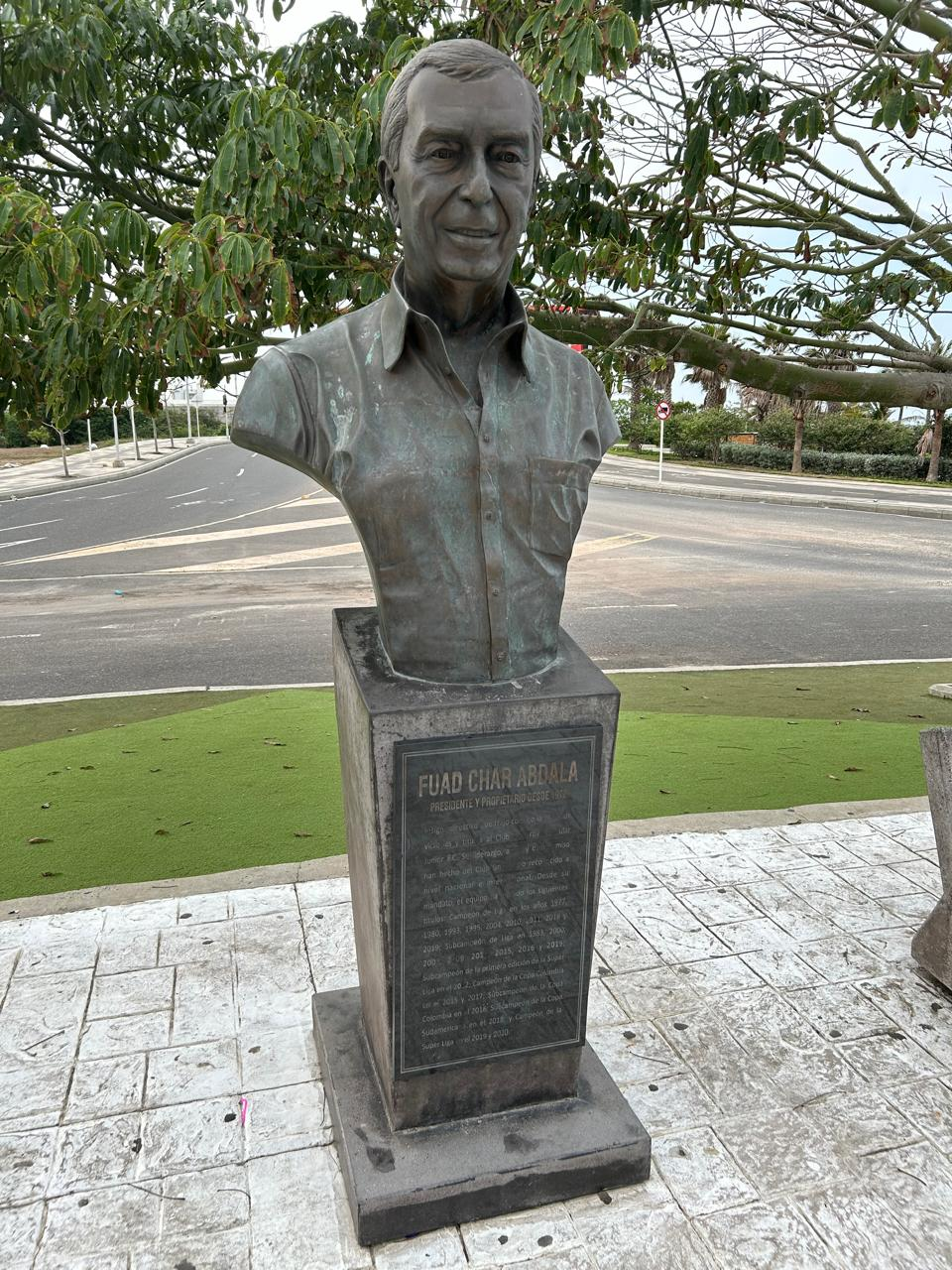
Busto de Fuad Char
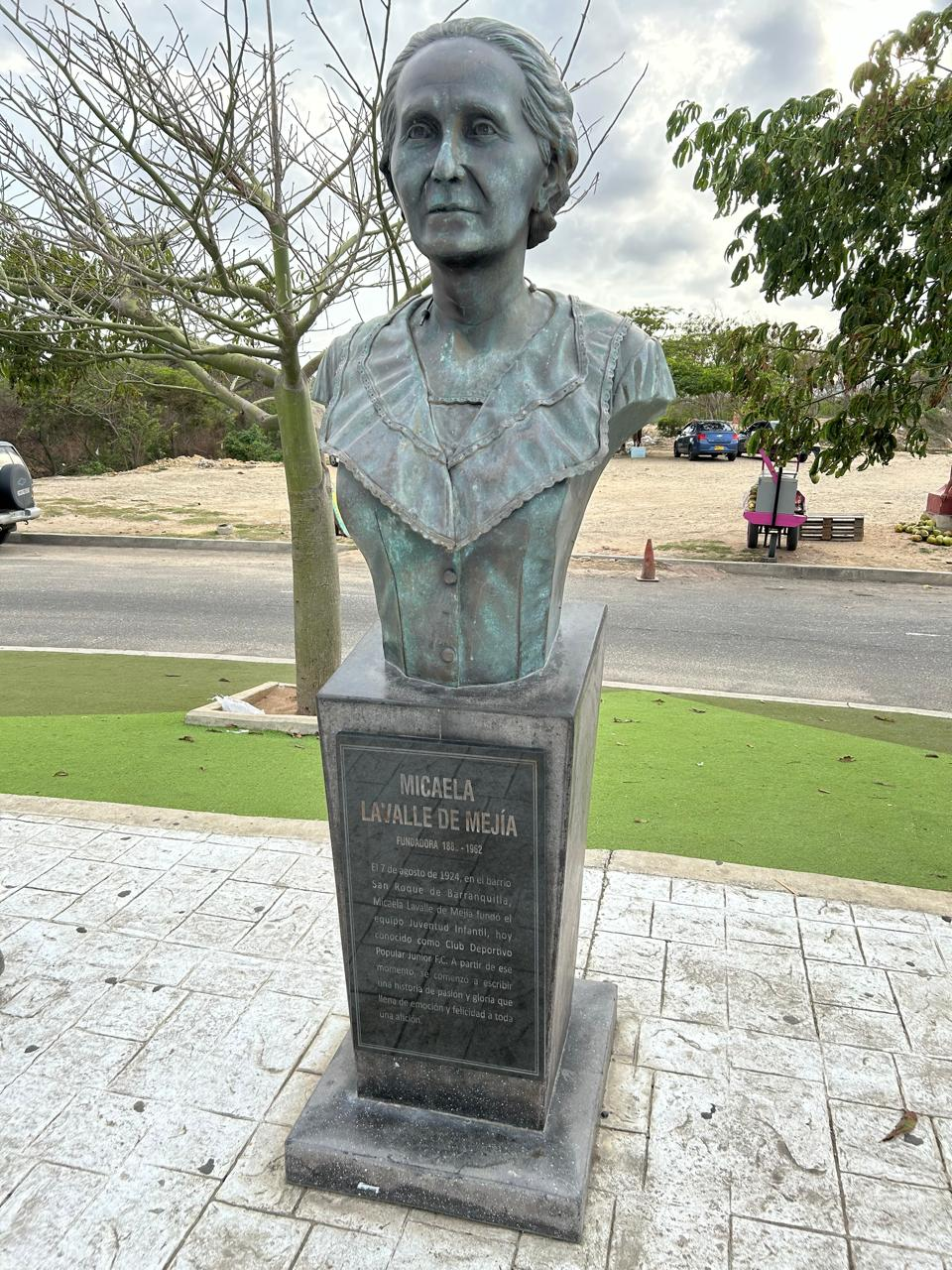
Busto de Micaela del Valle